# Ochsenwiese
Ochsenwiese war ein Wohnplatz im Gebiet der preußischen Provinz Pommern. 
Der Wohnplatz wurde in der ersten Hälfte des 19. Jahrhunderts über 1 Kilometer nordwestlich des Dorfes Degow angelegt. Er lag beiderseits der damals ebenfalls neu angelegten Straße von Kolberg nach Körlin. Der Wohnplatz führte anfangs den Ortsnamen „Degowsche Katen“, später dann, nach einem Flurnamen, den Ortsnamen „Ochsenwiese“. Im Jahre 1928 wurden hier 36 Einwohner gezählt. 
Bis 1945 bildete Ochsenwiese einen Wohnplatz in der Gemeinde Degow und gehörte mit dieser zum Kreis Kolberg-Körlin in der preußischen Provinz Pommern. Nach 1945 kam Ochsenwiese, wie ganz Hinterpommern, an Polen. Heute liegt die Stelle im Gebiet der polnischen Gmina Dygowo (Landgemeinde Degow); die Bebauung an dieser Stelle hat in polnischer Sprache keinen besonderen Ortsnamen. 